# Jakobstads gymnasium

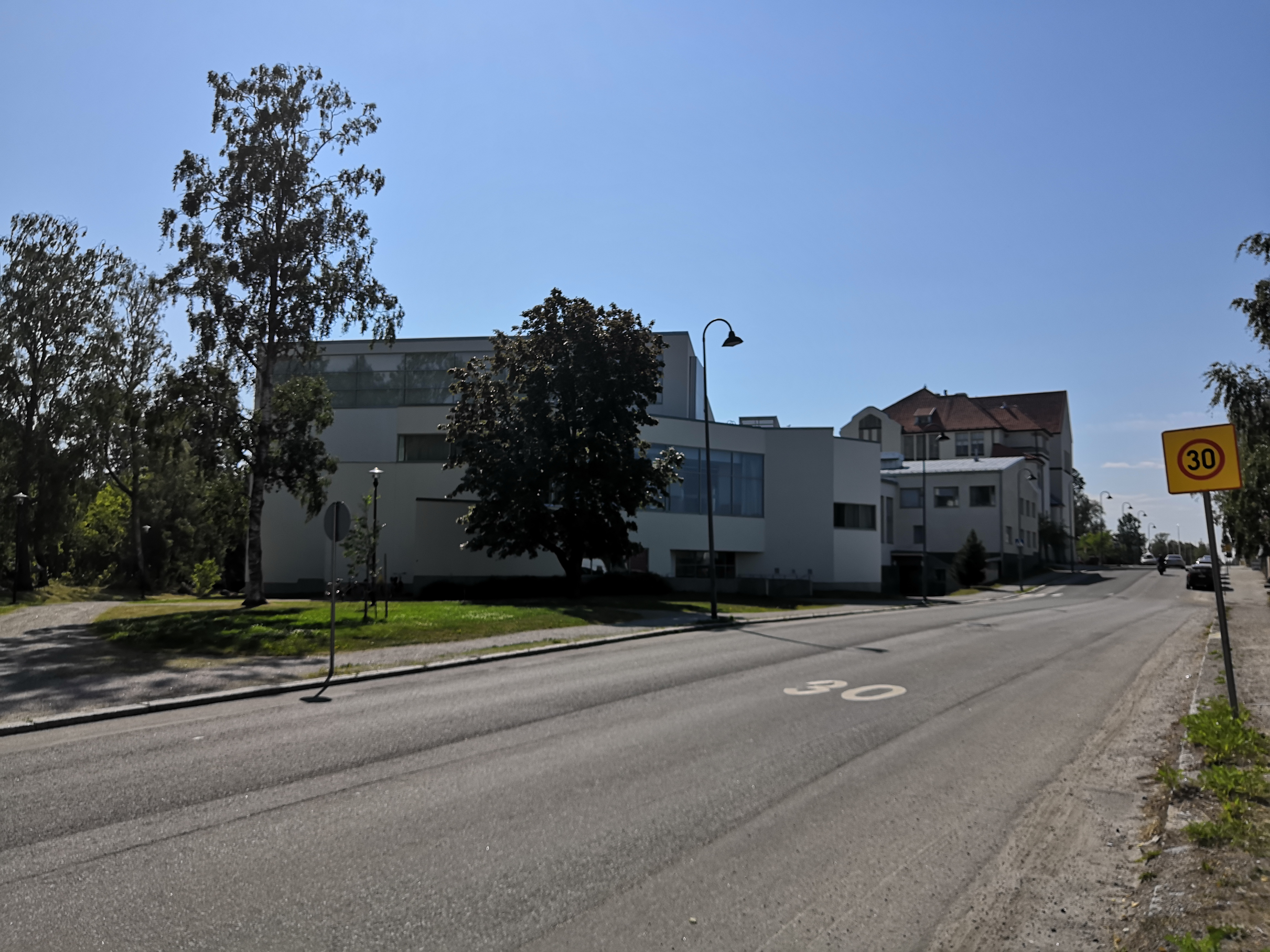
Jakobstads gymnasium

Jakobstads gymnasium är en svenskspråkig gymnasieskola belägen i Jakobstad.

## Historia
År 1899 beslutade Jakobstads kommunfullmäktige att bygga ut det då svenskspråkiga läroverket till en skola med åtta årsklasser som skulle leda till universitetsstudier. Kommunfullmäktige kom fram till att det behövdes en ny skolbyggnad för utbyggnaden.  År 1900 ritade Magnus Schjerfbeck en plan för utrymmena. År 1902 godkände stadsfullmäktige Bertel Jungs förslag till ritningar för skolbyggnaden.  Skolbyggnaden invigdes hösten 1904.  1952 färdigställdes en tilläggsbyggnad som representerade sin tids formspråk.  Gymnasiebyggnaden byggdes ut igen i samband med 2007 års renovering.  Hösten 2013 flyttade det finskspråkiga Pietarsaaren lukio till Jakobstads gymnasiums lokaler. 